# Sovana (sito archeologico)
Il sito archeologico di Sovana testimonia la lunga storia dall'epoca etrusca a quella altomedievale dell'omonimo centro abitato, frazione del comune di Sorano, nella provincia di Grosseto.

## Storia
Le testimonianze più note sono le necropoli etrusche che si sviluppano sui versanti collinari tutto intorno al paese moderno. La parte oggi visitabile si trova a ovest dell'abitato, lungo la strada che conduce a San Martino sul Fiora, ed è raggiunta anch'essa dalle Vie Cave; le più importanti sono il Cavone, che attraversa il settore principale del sito, la via cava di San Sebastiano e la via cava di Poggio Prisca che la collegano alle altre necropoli della zona. Parte del territorio del sito (Poggio Felceto, Poggio Prisca, Poggio Stanziale, Sopraripa-San Sebastiano) ricade all'interno del Parco archeologico Città del Tufo.
Sovana, oltre ad aver fornito testimonianze eneolitiche, si sviluppò principalmente in epoca etrusca; come testimoniano le numerose tombe etrusche. Notevoli esempi sono:
- la tomba della Sirena, a edicola, sul poggio di Sopraripa
- la tomba del Tifone sul poggio Stanziale
- la tomba Ildebranda sul poggio Felceto
- la tomba Pola sul poggio Prisca
- la tomba dei Demoni alati sul poggio Prisca
- la tomba Pisa sul poggio Grezzano
- la tomba del Sileno presso il monte Rosello

Lungo la strada che conduce dall'abitato di Sovana a San Martino sul Fiora, è inoltre possibile raggiungere i ruderi di un oratorio rupestre dalle origini storiche incerte che si presenta scavato nel tufo con una grande croce graffita sul soffitto.

## Necropoli di Sovana

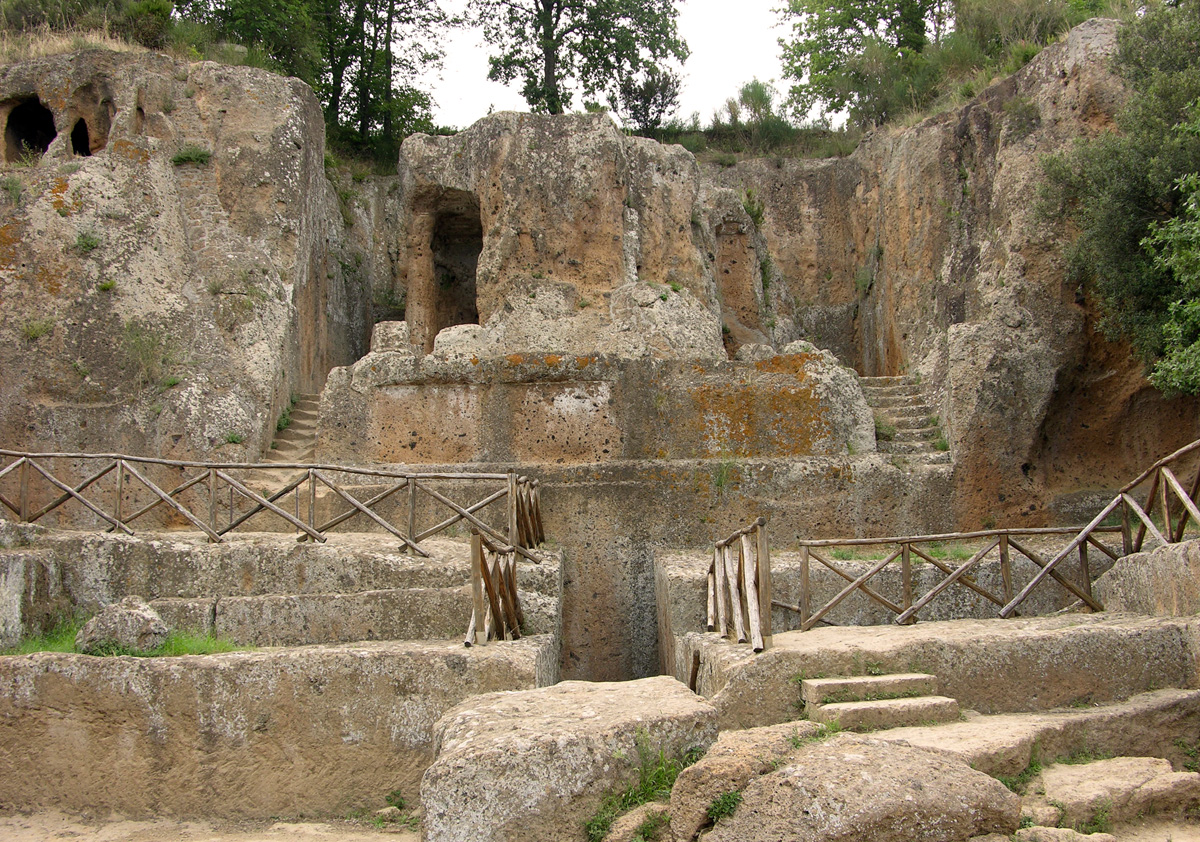
La tomba Ildebranda

### Poggio Felceto
- Tomba Ildebranda

### Poggio Prisca
- Tomba dei Demoni alati
- Tomba Pola
- Via cava di Poggio Prisca

### Poggio di Sopraripa
- Tomba della Sirena
- Via cava di San Sebastiano

### Poggio Stanziale
- Tomba del Tifone
- Via cava di Poggio Stanziale

### Poggio Grezzano
- Colombario di Poggio Grezzano
- Tomba Pisa

### Monte Rosello
- Tomba del Sileno
- Via cava del Folonia
- Via cava di monte Rosello

### Pian dei Conati
- Via cava del Pozzone